# Tracey Gold
Tracey Gold (nacida Tracey Claire Fisher Nueva York, 16 de mayo de 1969) es una actriz estadounidense conocida por su papel como Carol Seaver en la serie Growing Pains.

## Carrera
Desde pequeña estuvo ligada al mundo de la televisión, primero con la publicidad y posteriormente con series. Precisamente su primera aparición en una serie de televisión tuvo lugar en el año 1983 en Goodnight, Beantown. Pero sería su papel como Carol Seaver en Growing Pains lo que le daría a conocer dentro y fuera de su país. La serie se emitió desde 1985 hasta 1992. Curiosamente, en el primer episodio de la serie, el personaje de Carol Seaver no fue interpretado por Tracey. La actriz tuvo que abandonar la serie debido a sus problemas con la anorexia. Afortunadamente interpretó los capítulos finales.
Ha participado en más de 30 telefilmes; entre ellos, varias secuelas de la serie que la dio la fama. Además, tuvo apariciones en películas y series como invitada.
- For the love of Nancy (Por amor a Nancy) (1994)
- Stolen Innocence (Inocencia robada) (1995)
- Sleep, Baby, Sleep (Duerme, niña, duerme) (1995)
- Lady Killer (Una dama peligrosa) (1995)
- A kidnapping in a Family (Un secuestro en la familia) (1996)
- Face of evil (La cara del mal) (1996)
- The perfect Daughter (La hija perfecta) (1996)
- Dirty Little secret (Sucio secreto) (1998)
- The girl next door (Amores que matan) (1998)
- A crime of passion (1999)
- The Growing Pains movie: El retorno de los Seaver (2000)
- She's No Angel (2001)
- What's the Worst That Could Happen? (2001)
- Wildfire 7: The Inferno (2002)
- Growing Pains: Return of the Seavers (2004)
- Captive Hearts (2005)
- Safe Harbor (2006)
- Final Approach (2007)
- Solar Flare (2008)
- Sight Unseen (2009) (TV)
- Your Love Never Fails (2011)
- Arachnoquake (2012) (TV)
- Se dónde está Lizzie (2016) (TV)

## Anorexia
Tracey Gold hizo pública su lucha contra la anorexia con el objetivo de ayudar a otras personas que tuviesen la misma enfermedad. 
Tracey comenzó a tener problemas con la comida desde la adolescencia. Los comentarios que se hacían en la serie, por parte de los hermanos de Carol acerca de su gordura no hicieron sino agravar su enfermedad. En 1992 ingresó en un hospital tras perder gran cantidad de peso estando al borde de la muerte. Afortunadamente, se recuperó. Publicó un libro en 2003 (Room to Grow: An Apetite for Life).

## Familia
Su madre, Bonnie, contrajo matrimonio con Harry Goldstein, del cual adoptaron el apellido tanto ella como su hermana Missy Gold.
Es la mayor de cinco hermanas: Missy, quien tras dejar la interpretación se dedicó a trabajar como psicóloga, Brandy, Jessie y Cassie.
Está casada con Roby Marshall desde 1994. Tiene tres hijos: Sage, nacido en febrero de 1999, Bailey, nacido en marzo de 2000 y Aiden Michael, nacido en mayo de 2004.